# Выргач, Корла
Ко́рла Вы́ргач, немецкий вариант — Карл Виргач (в.-луж. Korla Wyrgač, нем. Karl Wirgatsch; 17 октября 1883 года, деревня Горни-Вунёв, Лужица, Германия — 7 июня 1956 года, Будишин, ГДР) — лютеранский священнослужитель, серболужицкий журналист, литературовед, многолетний редактор журнала Pomhaj Bóh (1917—1937).
Родился в 1883 году в серболужицкой деревне Горни-Вунёв в крестьянской семье. Окончил гимназию в Будишине. С 1905 по 1909 года изучал лютеранское богословие при Лейпцигском университете. В 1905 году вступил в культурно-просветительскую организацию «Матица сербо-лужицкая». С 1909 по 1913 года работал учителем. В 1913 году был назначен настоятелем в лютеранском приходе в селе Носачицы (Ностиц), где служил до выхода на пенсию в 1956 году.
В студенческие годы публиковался в журнале «Raj». Издал несколько пьес. Трижды организовывал молодёжный фестиваль «Схадзованка» (1906, 1908, 1924). В 1907 году опубликовал в журнале «Časopis Maćicy Serbskeje» литературоведческое исследование «Serbski rukopis w přiwisku Worjechoweho katechizma» (Влияние серболужицких рукописей на издание Малого катехизиса Вяцлава Вореха).
С 1917 года до прихода к власти нацистов был главным редактором журнала «Pomhaj Bóh».